# Erato vulcanica
Erato vulcanica là một loài thực vật có hoa trong họ Cúc. Loài này được (Klatt) H.Rob. mô tả khoa học đầu tiên năm 1976.